# Paolo Santini
 (août 2020).
Paolo Santini est un artiste italien né le 1er avril 1929 à Gimigliano, en Calabre (Italie) et mort le 29 mars 2020 à Paris. Il est connu également comme architecte et designer.

## Biographie

### Enfance
Durant son enfance Pablo Santini voyage beaucoup, suivant son père qui passe de chantier en chantier pour construire des barrages.
Il s'oriente vers l'École d'art de Castellamonte, lycée artistique italien, dont il sort diplômé, après quatre années d'études. Il poursuit ses études à l’Accademia Albertina di Belle Arti de Turin. Il partage un studio avec Emiglio Tarpino, qui l'initie au métier d'architecte.[réf. nécessaire]
En 1950 il accepte la proposition d'embauche d’un oncle, entrepreneur en bâtiment à Alger.[réf. nécessaire] Puis, très vite, il est engagé dans différents cabinets d’architecture en tant que dessinateur-projeteur.
Il repart en 1957 pour l'Italie et fait un détour par Paris.

### Vie parisienne
Dès son arrivée à Paris en 1957, il rencontre un ami d'Alger, André Dahan, qui l'entraîne à dessiner avec lui à la Grande Chaumière. Il fréquente Le Sélect à Montparnasse et se lie d’amitié avec des artistes.[réf. nécessaire]
Il est employé par l'architecte Scob, spécialisé dans l’aménagement des cinémas, puis, en 1958, par l’architecte Aubert où il participe à la décoration du siège social de Saint-Gobain à Neuilly s/Seine. Il est remarqué par Jean Pascaud, décorateur et ensemblier de la période Art déco, qui l’embauche et dont il deviendra plus tard le chef d’agence. Au cours des six années suivantes il contribue comme concepteur à diverses réalisations (salle de lecture du bateau France, bureau du PDG d’Esso Standard, à la Défense, auditorium à la Préfecture de Créteil, siège social de SKF au Petit-Clamart, bureau des petites annonces du Figaro aux Champs-Élysées, villa à Beauvallon pour André Rousselet PDG des Taxis G7).
Chaque soir, il s'entraîne à la Grande Chaumière et s'initie à l’art de la gravure à l’eau-forte et à la lithographie. Il profite de ses congés qu’il prolonge autant que ses moyens le permettent pour peindre, dessiner, graver, en Italie, dans sa famille ou chez son ami Emiglio Tarpino, architecte chez Olivetti à Ivrea.[réf. nécessaire]
Il se marie en 1961 avec une française et ils emménagent dans un atelier de 24 m2 de la rue Campagne Première à Montparnasse dont il dessine le mobilier et réalise l’aménagement. Serge Mouille, vieil ami du couple est alors témoin de mariage.[réf. nécessaire]
En 1963, outre le dessin et la peinture qu’il continue de pratiquer, il élargit ses recherches vers les matières plastiques et aborde la sculpture.[réf. nécessaire]
Premières sculptures en métal soudé et en résine polyester, puis en béton qu'il expose à la Galerie Claude Bernard à Paris, en 1963, Le Portrait, puis, en 1965 Sculptures de peintres.[réf. nécessaire]
En 1965, il achète aux enchères une chapelle désaffectée dans l’Aube où il trouve l’espace qui lui manquait pour sculpter et maîtriser la fonte d’aluminium qui s’avère un matériau qui lui convient pour s'exprimer.
Il reçoit la commande d’une sculpture monumentale du Ministère de la Culture pour l’INSA Rennes. Il remet sa démission à Jean Pascaud et se consacre à sa carrière artistique.
En 1967, il répond à la demande de Louis Bachoud, un ami d’Alger, de dresser avec lui un projet de boutique Haute couture tout en métal pour Ted Lapidus, place Saint-Germain des Prés, à Paris. Le projet est accepté et sera réalisé et inauguré après les évènements de mai 1968,. Ils réaliseront ensemble de nombreuses autres boutiques pour le compte du couturier s'exportant même aux États-Unis avec l'inauguration d'une boutique à Beverly Hills en 1976.

### Le Jardin d'Hiver du Moulin Rouge
Il troque le studio de la rue Campagne Première contre le bail d’un atelier, ex-studio de danse, cité Véron, dans les locaux du Moulin rouge à Paris, dont il restructura complètement l’intérieur. 
Édition de trois sculptures en pâte de verre par la Cristallerie Daum, les neutrons puis des verres en cristal soufflé ondes et oasis.
À la suite du succès de la boutique Ted Lapidus, place Saint-Germain des Prés, l’affluence des demandes de projets de magasins et de centres commerciaux le conduit à monter son propre bureau d’études en association avec Louis Bachoud, et s'ouvre à d'autres projets comme la réalisation d'une villa sur pilotis à Fontenay-le-Comte pour le compte de S.K.F ou encore l'aménagement des bureaux d'André Rousselet.
Création du fauteuil métal-coque,.
Il présente son plafond modulaire en aluminium à la SAD (Salon des Artistes Décorateurs) au Grand Palais de Paris puis un escalier "Pétales" en fibre de verre qui sera retenu comme un des best of des années 70.
En 1974, à la demande d’Henri Malvaux, directeur de l'École Camondo, il accepte la charge d’enseignant au sein de l’école et prépare, avec Robert Dal Sasso, les élèves de 5ème année au diplôme de fin d’études. Il remplira cette fonction jusqu’en 1981.
Il expose et participe aux salons, parmi lesquels :
- Participation au 1er Salon de mars Sculptures métro Saint-Augustin qui regroupe 14 sculpteurs dont les œuvres seront exposées à la station de métro Saint-Augustin du 2 mars au 31 mars 1972[11]
- Le Cri, importante exposition de sculptures et dessins au Jardin d’hiver du Moulin rouge pour laquelle il obtiendra de nombreuses critiques positives[12],[13].
- Exposition de sculpture à la Maison de la Culture de Reims[réf. nécessaire].
- Exposition de sculptures au Cercle d’Art français, rue Cadet, Paris 9e[réf. nécessaire].
- Participation au Salon de Mai à la Défense[14].

### L'Atelier Paolo Santini
En 1977, il ouvre la galerie Atelier Paolo Santini où il se propose de présenter l’ensemble de ses créations. Inauguration de la galerie avec les Mendiants d’espoir, douze sculptures en fonte d’aluminium.
À la suite du refus émis par la FIAC de présenter les artistes s’exposant eux-mêmes, il décide, en collaboration avec Michel Faublée, artiste peintre disposant aussi de sa propre galerie, de créer La Petite Fiac en 1979.[réf. nécessaire]
Pendant cette période, il réalise de nombreuses tables, dessinées comme des sculptures, des sièges en acier inox et cordons, des portes ainsi que des poignées de porte, des cendriers ainsi que des bijoux.
Il poursuivra également son métier d'architecte avec le remodelage et l'aménagement des magasins Roger & Gallet, Ungaro, Ted Lapidus rue du faubourg Saint-Honoré, de la boutique Ling aux Champs-Élysées, mais aussi d'autres projets pour des particuliers. Il travaillera à la restructuration et l'aménagement d’une villa au Vésinet, puis de l’entresol du Palais rose.[réf. nécessaire]
Pendant cette période, il est exposé dans de nombreuses galeries[réf. nécessaire].

### Retour à la campagne
Après la perte prématurée de deux amis proches, Serge Mouille en 1988 et Emiglio Tarpino en 1990, il consacre la majeure partie de son temps au dessin et à la peinture dans une ancienne ferme de l'Aisne transformée en atelier.[réf. nécessaire]
Exposition de ses peintures dans la galerie Pierrette Morda 88, rue Saint-Martin en 1990.
Publication du Fauteuil métal-lune dans le livre : Meubles et décors des années 70 de Anne Bony, Regard, 2005. En 2010 et 2011 parution de deux ouvrages rétrospectifs de son œuvre : Peinture à dire, textes de Pierrette Morda et Alain Bosquet, Lelivredart, 2010 ; Sculptures, Lelivredart, 2011.
En 2011, sa dernière exposition Paolo Santini un homme libre est organisée en l’espace SILO U1 de Château-Thierry, regroupant sculptures, peintures et design,.
Paolo Santini s'éteint le 29 mars 2020 et est inhumé au cimetière du Père-Lachaise à Paris.